# 里卡多·马杜罗
里卡多·鲁道夫·马杜罗·霍埃斯特（西班牙語：Ricardo Rodolfo Maduro Joest，1946年4月20日—），洪都拉斯政治家，前总统和洪都拉斯银行行长。他的总统任期从2002年1月27日至2006年1月27日。